# Terremoto de Sumatra de 2016
El terremoto de Sumatra de 2016 fue un terremoto de magnitud 7,8 MW que sacudió el 2 de marzo de 2016 al océano Índico, a unos 800 kilómetros al suroeste de Sumatra, en Indonesia. Las alertas de tsunami fueron emitidas por Indonesia y Australia, pero fueron retirados dos horas más tarde. Heronimus Guru, jefe adjunto de la Agencia Nacional de Meteorología de operaciones, inicialmente declaró que "hay algunos que han muerto", sin citar una cifra oficial de muertos. Sin embargo, ahora se sabe que no hubo muertes directamente relacionadas con el terremoto.

## Descripción
El Servicio Geológico de Estados Unidos indicó que el terremoto se produjo la noche del miércoles y tuvo una magnitud de 7,8 MW. Originalmente, el USGS dieron el terremoto de una magnitud de 8,2 Mb; esto luego fue rebajado a 8,1 Mb, luego 7,9 MW, hasta que la magnitud oficial se confirmó que era de 7,8 MW.
El terremoto tuvo su epicentro bajo el mar a una profundidad de 10 kilómetros. Se determinó que el terremoto fue resultado de un movimiento en una falla de desgarre, y fue similar al terremoto del océano Índico de 2012. El epicentro del sismo fue de aproximadamente 805 kilómetros al suroeste de Padang, la capital de la provincia de Sumatra Occidental; la tierra habitada más cercana al epicentro fue las islas Mentawai, también forma parte de Sumatra Occidental. Los temblores del terremoto se sintieron tan lejanos como Singapur y Malasia, aunque no se reportaron heridos fuera de Indonesia.
Unas tres horas después del terremoto inicial (alrededor de 23:00 hora local), un segundo, menos potente terremoto alrededor de 242 kilómetros al noreste del epicentro inicial. Con una magnitud de 5,2 Mb y una profundidad de 198 kilómetros, se determinó que esta réplica no reviste un riesgo de tsunami.

## Efectos y consecuencias
Los informes iniciales del terremoto y posterior tsunami causaron advertencias muchos habitantes de Sumatra y las regiones circundantes a huir a tierras más altas. Sin embargo, a las pocas horas del terremoto, el gobierno de Indonesia ha levantado todas las alertas de tsunami para la zona. Organizaciones gubernamentales de Australia también levantaron alertas de tsunami puestas en vigor por la Isla del Coco, Isla de Navidad, y partes de Australia continental costera. El jefe de la Agencia de Meteorología y Geofísica de Indonesia, Andi Eka Sakya, afirmó que la "posibilidad de un tsunami" era "muy pequeño", debido al hecho de que el epicentro del sismo no se encuentra a lo largo de una importante zona de la falla o subducción.